# Thomas Elsässer
Thomas Elsässer (* 28. September 1957 in Tübingen) ist ein deutscher Experimentalphysiker. Er ist Direktor am Max-Born-Institut für Nichtlineare Optik und Kurzzeitspektroskopie und Professor für Experimentalphysik an der Humboldt-Universität zu Berlin.

## Leben
Thomas Elsässer ist ein Sohn des Astronomen Hans Elsässer. Er studierte Physik an der Ruprecht-Karls-Universität Heidelberg und der Technischen Universität München von 1976 bis 1982. 1986 wurde er an der TU München bei Wolfgang Kaiser promoviert. Er blieb als Akademischer Rat und Oberrat bis 1993 am Physik Department der TU München, an der er sich 1991 habilitierte. 1990 war er für einen Forschungsaufenthalt bei den AT&T Bell Laboratories in Holmdel, NJ, USA. Seit 1993 ist er Direktor am  Max-Born-Institut für Nichtlineare Optik und Kurzzeitspektroskopie in Berlin. Im Jahr 1994 wurde er zusätzlich auf eine C4/W3-S-Professur für Experimentalphysik an der Humboldt-Universität zu Berlin berufen.
Sein Arbeitsgebiet ist die Ultrakurzzeitphysik kondensierter Materie. Er untersucht mit optischen Methoden und Verfahren der zeitaufgelösten Röntgenbeugung Prozesse im Femtosekunden-Zeitbereich. Dazu gehört die Aufklärung transienter Strukturen in Festkörpern und biologischen Molekülen sowie das Verständnis grundlegender Wechselwirkungen auf atomaren Längen- und Zeitskalen. Diese sind auch für Anwendungen im Bereich der Optoelektronik relevant. Wichtige von ihm durchgeführte Untersuchungen gelten dem Nichtgleichgewichtsverhalten von Ladungsträgern und dem Ladungstransport in Halbleitern und Halbleiter-Nanostrukturen, der Dynamik zwischenmolekularer Wasserstoffbrücken in Flüssigkeiten und Biomolekülen in wässriger Umgebung sowie ultraschnellen Strukturänderungen. Starke Beachtung fanden seine Arbeiten zur Rolle elektrischer Wechselwirkungen in DNA und RNA und zeitaufgelöste Röntgenexperimente zur Bestimmung transienter Ladungsdichteverteilungen in molekularen Kristallen. 
Im Bereich der Laserphysik interessiert er sich für die Erzeugung und Anwendung ultrakurzer Pulse im Spektralbereich von der Terahertzstrahlung bis zum harten Röntgenbereich. Mit seiner Arbeitsgruppe führte er unter anderem Pionierarbeiten im Bereich der nichtlinearen Terahertz-Spektroskopie durch. 

## Auszeichnungen
- Elsässer ist Fellow der Optical Society of America und der American Physical Society.
- 1986: Dissertationspreis des Bundes der Freunde der TU München
- 1991: Rudolf-Kaiser-Preis
- 1995: Otto-Klung-Preis für Physik
- 2004: Professeur invité Ecole Normale Supérieure Paris (Chemie)
- 2009: Advanced Grant des European Research Council
- 2010: Ordentliches Mitglied der Berlin-Brandenburgischen Akademie der Wissenschaften
- 2010: Innovationspreis Berlin-Brandenburg
- 2012: Julius-Springer-Preis
- 2012: Professeur invité Ecole Normale Supérieure Paris (Physik)
- 2016: Ellis R. Lippincott Award[2]
- 2017: Professeur invité at Ecole Normale Supérieure, Paris (Physik)
- 2017: Outstanding Referee American Physical Society
- 2019: Advanced Grant des European Research Council
- 2019: Chercheur invité Ecole Normale Supérieure Paris (Physik)
- 2022: Ahmed Zewail Award for Ultrafast Science and Technology (American Chemical Society)

## Schriften
Mehr als 500 wissenschaftliche Publikationen in referierten Zeitschriften und Büchern, eine Monographie, mehr als 20 Buchkapitel, 6 Patente, mehr als 350 eingeladene Konferenz- und Kolloquiumsvorträge.

## Belege
1. ↑  Wissenschaftler der 52. Woche im Jubiläumsjahr 100 Jahre Innovation aus Adlershof. IGAFA, archiviert vom Original am 29. Januar 2010; abgerufen am 7. Februar 2010.
2. ↑  Karl-Heinz Karisch: Thomas Elsässer erhält den Ellis R. Lippincott Award. Forschungsverbund Berlin, Pressemitteilung vom 5. April 2016 beim Informationsdienst Wissenschaft (idw-online.de), abgerufen am 5. April 2016.

| Personendaten    | Personendaten                                      |
| ---------------- | -------------------------------------------------- |
| NAME             | Elsässer, Thomas                                   |
| KURZBESCHREIBUNG | deutscher Experimentalphysiker und Hochschullehrer |
| GEBURTSDATUM     | 28. September 1957                                 |
| GEBURTSORT       | Tübingen                                           |